# 옹화궁
옹화궁(雍和宮/융허궁)은 베이징시에 있는 라마교 사원으로 세계의 라마교 사원 중에서 가장 중요한 사원 중 하나이다. 건축 양식은 중국의 양식과 티베트의 방식을 혼합한 건축물이다.

## 역사
1694년에 완공되었는데 본래는 환관의 수장인 대내총관(大內總管)의 자택이었다. 그러나 당시 황제인 강희제는 자신의 넷째 아들인 인전(胤禛)에게 하사하였고 그가 옹친왕이 됨에 따라 옹친왕부(雍親王府)로 불렸다. 1722년 옹정제가 즉위하자, 옹정제는 옹친왕부를 옹화궁으로 개명하고 반은 라마교 사원, 반은 행궁으로 만들었다. 그 아들인 건륭제 때에는 황실을 상징하는 금색 기와로 칠하고 행궁 부분도 모두 헐어 황실 전용 라마교 사원이 되었다.